# Santo Domingo (San Vicente)
Santo Domingo è un comune del dipartimento di San Vicente, in El Salvador.